# エルヴィラ (小惑星)
エルヴィラ (277 Elvira) は小惑星帯にある典型的な小惑星である。コロニス族に属している。
1888年5月3日にニースでオーギュスト・シャルロワによって発見された。フランスの詩人アルフォンス・ド・ラマルティーヌの作品の登場人物にちなんで命名されたと考えられている。